# 66 Рака
66 Рака (лат. 66 Cancri) — двойная или кратная звезда, которая находится в созвездии Рака и удалена от Земли на 510 световых лет. Главный компонент, 66 Рака А, — белая звезда класса А, карлик главной последовательности, светимость которого чуть менее в 100 раз превышает солнечную. Масса звезды составляет почти в 4 раза превышает солнечную, радиус в 3.7 раз превышает солнечный. Температура поверхности составляет 9450±50 Кельвинов. 
Система приближается к Солнечной системе со скоростью 13 км/с.